# Dystrykt Koinadugu
Dystrykt Koinadugu – dystrykt w Sierra Leone. Stolicą jest Kabala. W 2004 roku w tejże jednostce administracyjnej mieszkało 234 tys. ludzi. 
Liczba ludności dystryktu w poszczególnych latach:
- 1963 – 129 061
- 1974 – 158 626
- 1985 – 183 286
- 2004 – 234 330